# 系统化
系统化（羅馬尼亞語：Sistematizarea）是1974—1989年罗马尼亚社会主义共和国推行的一项城市规划计划。
该计划由尼古拉·齐奥塞斯库领导的罗马尼亚共产党推行，齐奥塞斯库受到朝鲜在其主体思想指导下意识形态动员的启发，目的是将罗马尼亚转变为一个“多方面发展的社会主义社会”。该计划主要包括全部或部分拆除和重建现有定居点，以实现国家的城市化和现代化。系统化因大规模拆除老城区而饱受争议，这些被拆除的老城区后来被称为Ceaușima。

## 农村重建

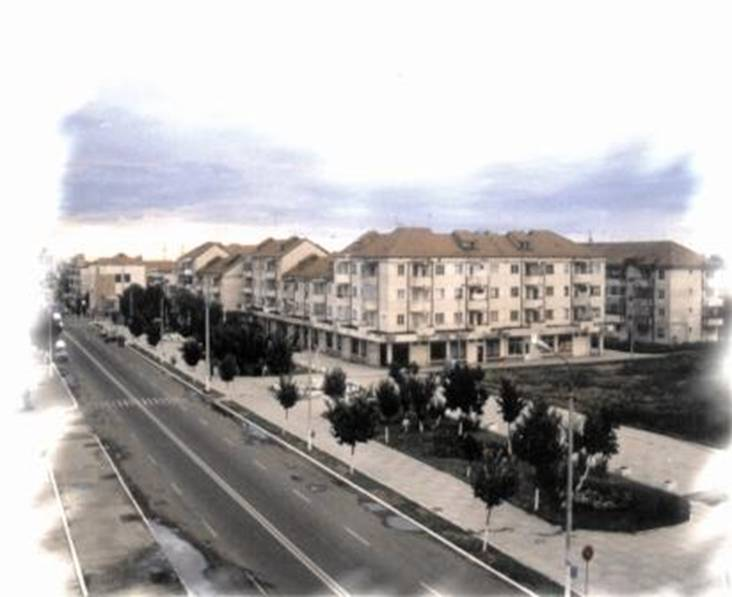
1989年，由于农村系统化工程，扬卡（明信片所示）成为一个城镇。它是地势平坦的平原地区小镇的典型。

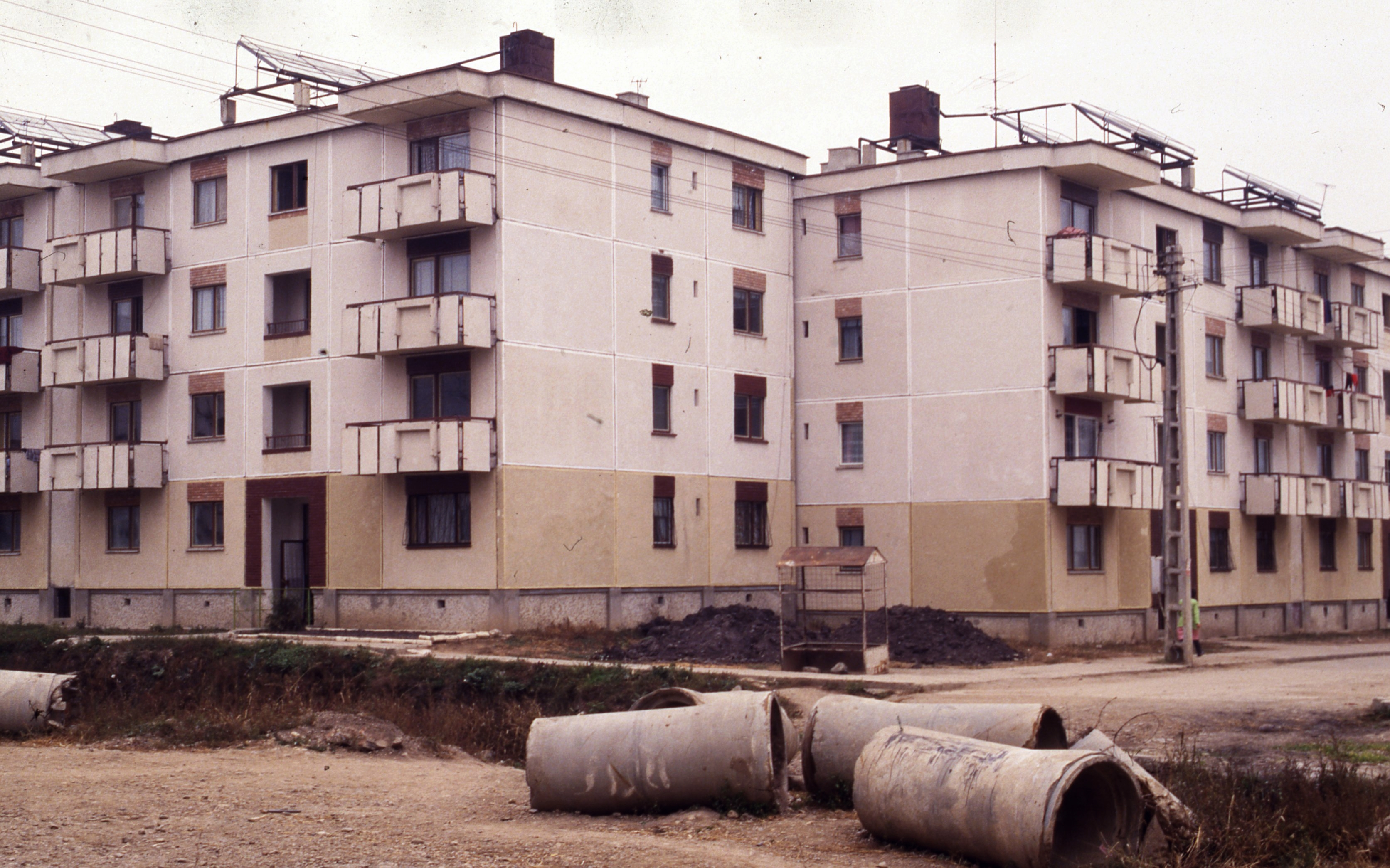
1988年在农村系统化工程期间建造的典型村庄板楼。

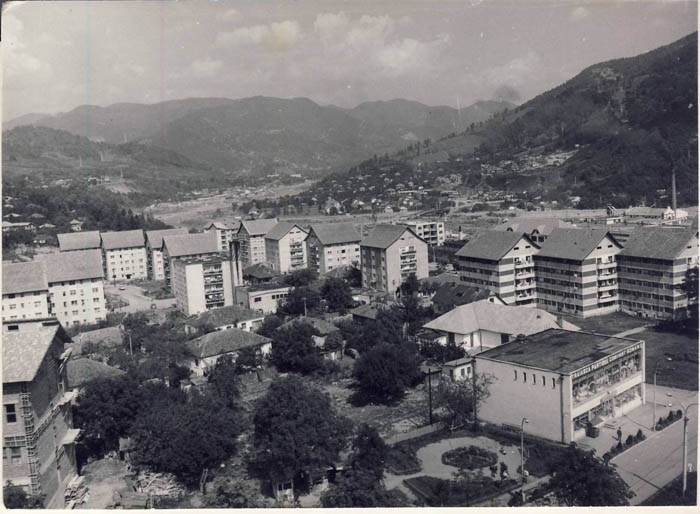
内霍瓦于1989年成为农村系统化工程的结果。这是山区小镇的的典型。

传统上，罗马尼亚是一个以农村为主的国家，二战后罗共上台时，该国绝大多数人口居住在农村。到了60年代初期，农村人口仍占总人口的三分之二。
系统化最初是作为一个农村安置计划开始的：原始计划是将现代化的优势带入罗马尼亚的农村。几年间，罗马尼亚农村人口一直在迁移到城市之中（包括齐奥塞斯库本人），这引发了部分城市化进程的起步。系统化要求到1990年将罗马尼亚的城市数量增加一倍，通过投资学校、医院、住房和工业，数百个村落将成为城市工业中心。作为该计划的一部分，较小的村庄（通常指人口少于1000人的村庄）被视为“不合理的”，并被列入了减少服务、强制迁移人口和拆除的名单。通常情况下，这些举措也会被拓展到那些注定要进行城市化的小镇：拆除一些较旧的建筑，并用现代化的多层公寓楼取而代之。这其中包括Bezidu Nou、加纳什村，以及奥多雷乌乡的埃泰尼村和库库村。
理论上，尽管最初的工作计划集中在摩尔达维亚的东北部地区，系统化最终推广到了整个国家。该计划还影响了齐奥塞斯库自己的家乡奥尔特县的斯科尔尼切什蒂等地，齐奥塞斯库的祖宅是那里唯一幸存的古建筑。系统化的初期阶段在1980年基本停止，当时只有大约10%的新住房是在农村地区建设的。由于缺乏预算，在许多地区，系统化并未构成一个有效的发展计划，无论好坏；相反，它有时成为区域有机发展的阻碍。例如，新建的建筑必须至少有两层楼，这意味着低收入的农民无法自己负担建造房屋。院子面积被限制为250平方米，并且村内禁止私人农业用地。尽管这种计划对自给农业产生了明显的影响，但从1981年起，村庄被要求实现农业自给自足。
20世纪80年代，布加勒斯特周边的村庄被拆除，土地被用于多瑙河—布加勒斯特运河等大型项目——这些项目后来被后共产主义时代的罗马尼亚政府放弃。

## 城市

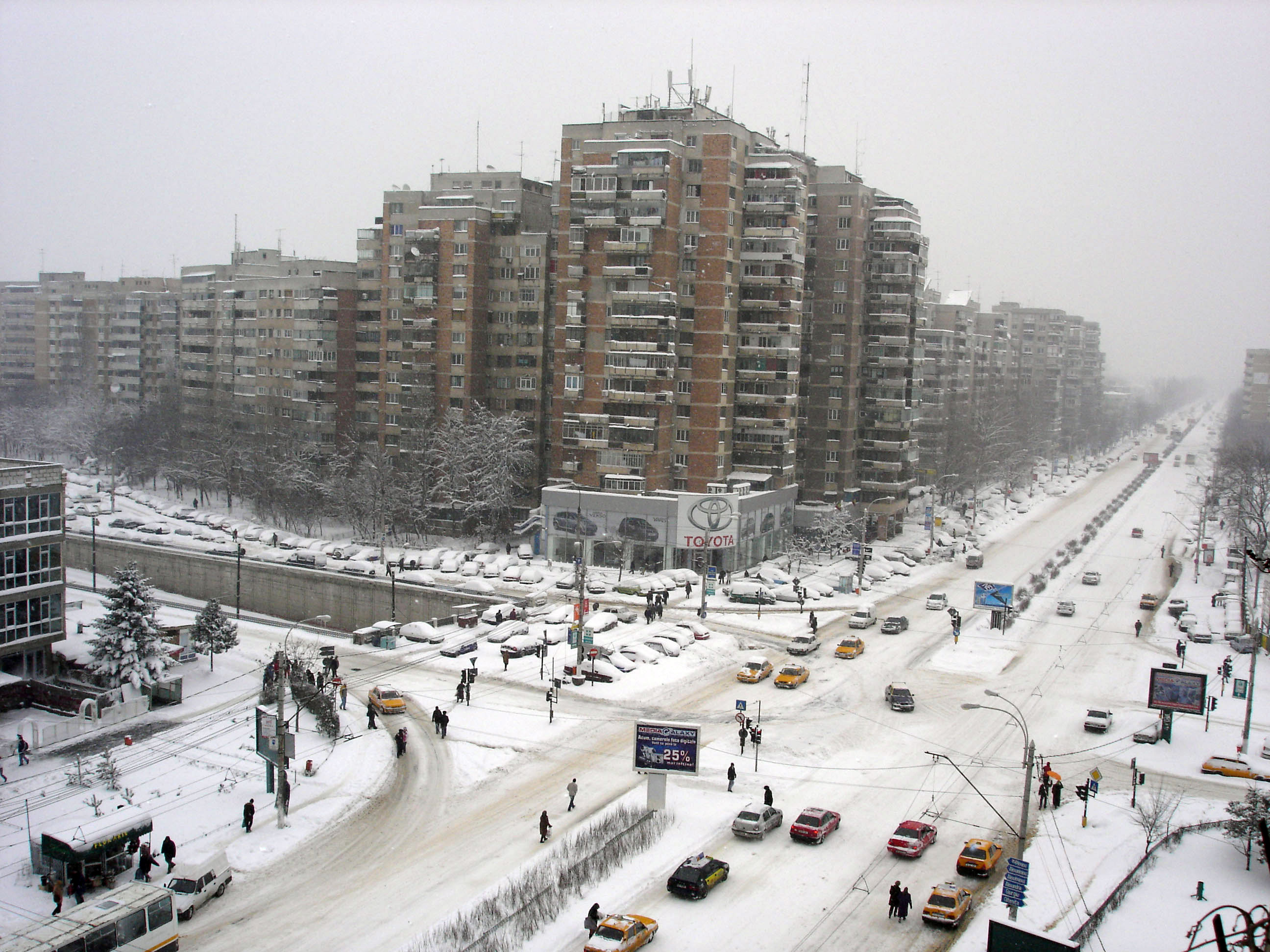
布加勒斯特的米利塔里社区。从罗共上台开始到1989年罗马尼亚革命，布加勒斯特的人口翻了一番。

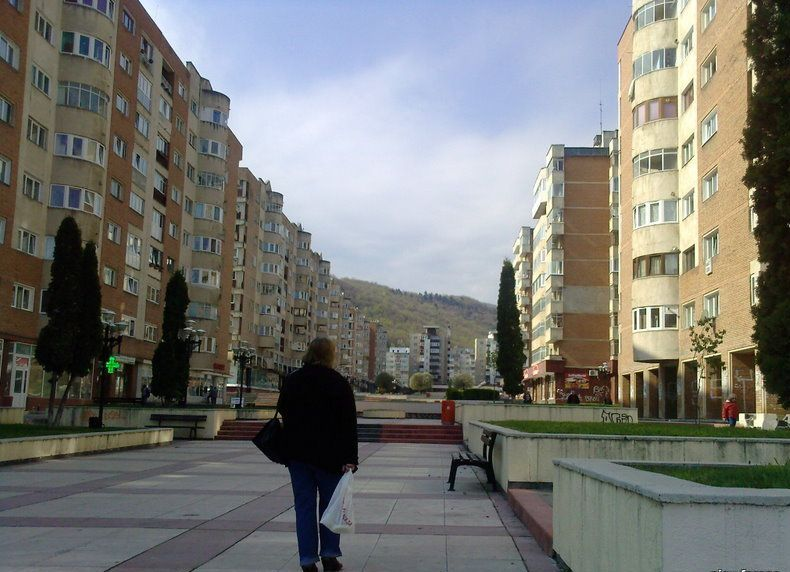
布拉索夫市Valea cetății

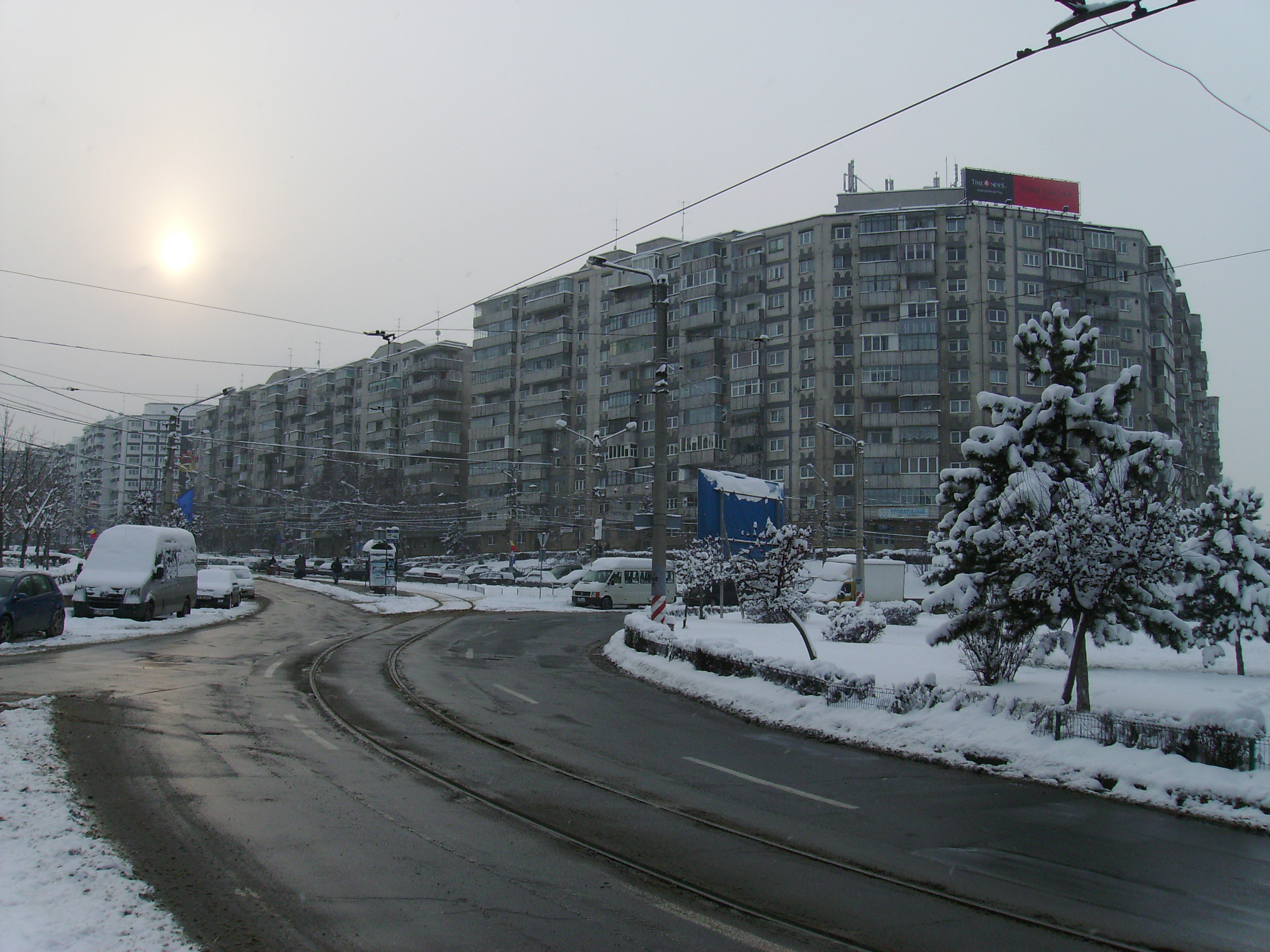
克鲁日市默讷什图尔的共产主义板楼。与其他城市不同，克鲁日的重建计划并没有影响历史悠久的老城区。

在城市方面，系统化计划包括拆除现有建筑（通常是历史建筑）并在其原位建造新建筑。例如，雅西在20世纪70年代和80年代经历了重大转变。尽管现在罗马尼亚的所有大城市都存在高层建筑物和其他社会主义时期的建筑，但历史建筑（城市的老城区）收到的影响因地而异。例如，一些城市的古建筑在很大程度上成功避免了拆除，尤其是在克卢日等城市，重建计划主要影响了围绕历史市中心的边缘地区和那些建筑质量较差的街区。

### 布加勒斯特市政中心

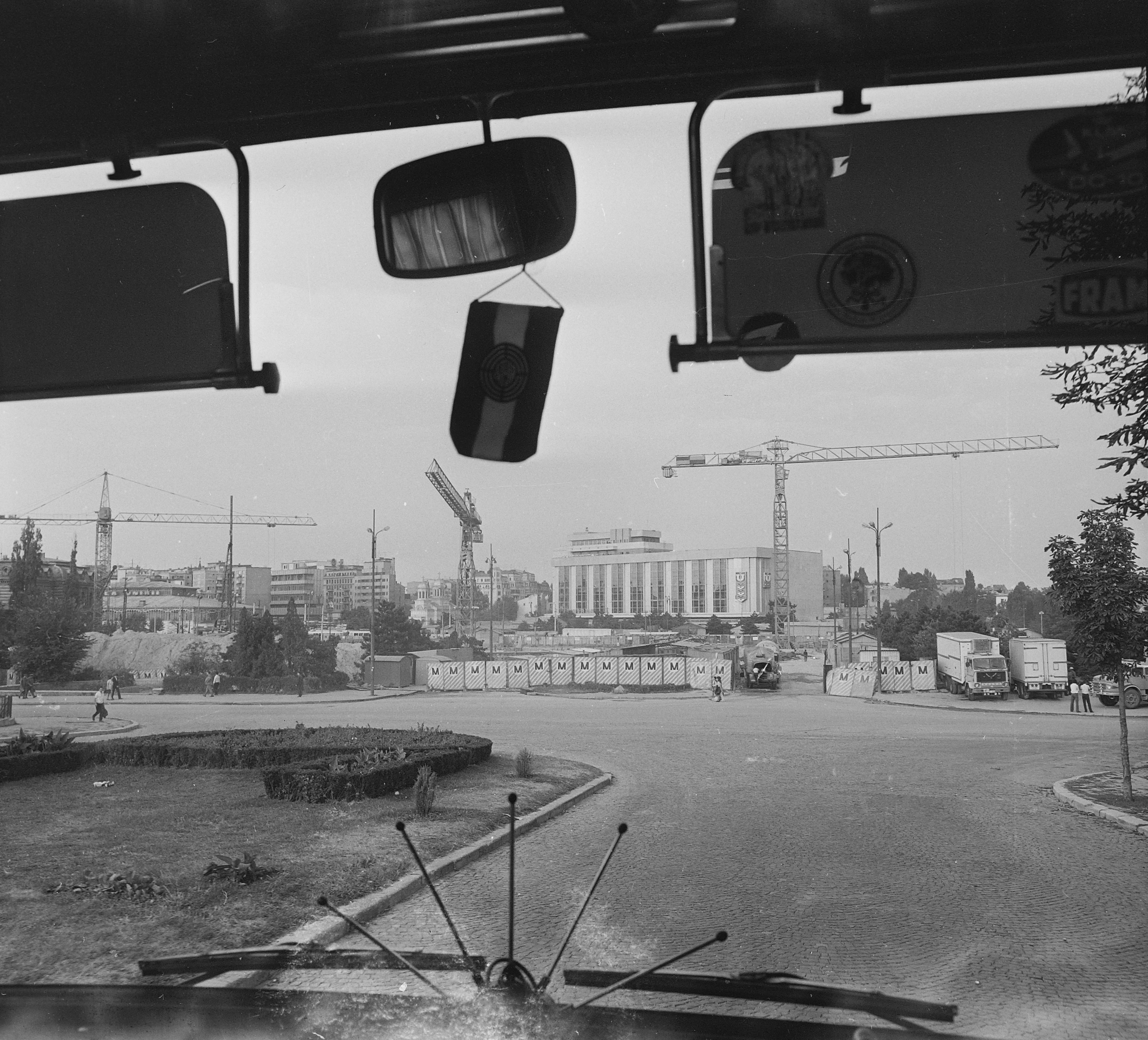
1977年系统化时期的统一广场。可以在这里看到统一大厅和Unirea购物中心

20世纪80年代，布加勒斯特进行了大规模拆除，其历史中心总面积约5.9平方公里的土地上的建筑被夷平，为宏伟的市政中心和议会宫让路。此举成为系统化最为极端的表现：许多标志性建筑物被拆除，涵盖3座修道院、20座教堂、3座犹太会堂、3家医院、2家歌剧院和著名的共和国体育场。此外，有4000人在拆迁前一天才接到通知。

## 反响
系统化工程因其对历史悠久的教堂和修道院的破坏，遭到了多个国家的抗议，尤其是匈牙利和西德，这两个国家都关心它们在特兰西瓦尼亚的少数民族。尽管存在这些抗议，齐奥塞斯库却几乎一直受到美国和其他西方大国的相对好评，这主要是因为他相对独立的政治路线使得他在冷战政治中成为与苏联相抗衡的有用力量。
在罗马尼亚，拆除运动被戏称为“Ceaușima”，是Ceaușescu与Hiroshima的合成词，指的是该计划造成的破坏不亚于原子弹。

### 东方国家住房
- 板楼（英语：Panelák）（捷克斯洛伐克）
- 板楼（英语：Panelház）（匈牙利）
- 板楼（英语：Plattenbau）（东德）
- 装配楼房（英语：Ugsarmal bair）（蒙古国）
- 赫鲁晓夫楼（苏联）